# خلیج بوئور-خایا
خلیج بوئور-خایا (روسی: Губа Буор-Хая) یک خلیج در دریای لاپتف و جمهوری یاقوتستان کشور روسیه است.